# 高淯
高淯（536年—551年4月22日），字修延，勃海郡修县（今河北省衡水市景县）人，追尊齐神武帝高欢第八子，母為武明皇后娄昭君，封襄城王。

## 生平
高淯容貌甚美，幼年有器望。
東魏元象年間，高淯被封為章武郡公。北齊天保元年（550年），封高淯為襄城郡王。天保二年春三月初二日（551年4月22日），高淯逝世，諡號為景烈王。
北齊諸王選擇國臣府佐時，多數選取富商群小、鷹犬少年，唯獨高淯、廣甯王高孝珩及蘭陵王高長恭等頗多引進文藝清識之士，受當時的人稱頌。
乾明元年（560年）二月，赠假黄铖、太师、太尉、录尚书事。

## 嗣子
无子，高洋下诏以常山王高演第二子高亮为嗣。